# Tiszainoka, Jász-Nagykun-Szolnok
Tiszainoka  este un sat în districtul Kunszentmárton, județul Jász-Nagykun-Szolnok, Ungaria, având o populație de 433 de locuitori (2011). 

## Demografie
Componența etnică a satului Tiszainoka
     Maghiari (87,92%)
     Romi (8,95%)
     Necunoscut (1,57%)
     Alții (1,57%)
Componența confesională a satului Tiszainoka
     Reformați (30,25%)
     Romano-catolici (29,1%)
     Fără religie (21,71%)
     Necunoscută (18,94%)
Conform recensământului din 2011, satul Tiszainoka avea 433 de locuitori. Din punct de vedere etnic, majoritatea locuitorilor (87,92%) erau maghiari, cu o minoritate de romi (8,95%). Apartenența etnică nu este cunoscută în cazul a 1,57% din locuitori. Nu există o religie majoritară, locuitorii fiind reformați (30,25%), romano-catolici (29,1%) și persoane fără religie (21,71%). Pentru 18,94% din locuitori nu este cunoscută apartenența confesională.